# The Ellipse
The Ellipse (auch President’s Park South) ist ein Park in Washington, D.C., der sich südlich des Südrasens des Weißen Hauses befindet. Er geht auf Pläne von Pierre L’Enfant zurück und wurde im Wesentlichen durch Andrew Jackson Downing gestaltet. Die Ellipse ist seit 1980 als Baudenkmal im National Register of Historic Places eingetragen. Auf ihrem Gelände stehen unter anderem der National Christmas Tree, der Zero Milestone und das General William Tecumseh Sherman Monument.

## Anlage
Der öffentliche Park ist Teil des President’s Park und hat eine Fläche von 21 ha, davon entfallen 6,87 auf die ellipsenförmige Rasenfläche im Park, um die eine knapp einen Kilometer lange Straße führt. Die Ellipse liegt zwischen dem Südrasen des Weißen Hauses, Constitution Avenue, 15th Street NW und 17th Street NW. Die westlich und östlich des halbkreisförmigen Südrasens gelegenen Alexander Hamilton Place und State Place zählen ebenfalls zum President’s Park South. Am Nordende der Ellipse stehen der National Christmas Tree und der Zero Milestone. Die Ost-West-Achse der Ellipse ist 320 m lang, die Nord-Süd-Achse 274 m.

## Geschichte
Die Anlage eines Parks südlich des Präsidentensitzes war in den Entwürfen von Pierre L’Enfant aus dem Jahr 1791 vorgesehen. Über Jahrzehnte erfolgte hier aber keine Landschaftsgestaltung, so dass dieser Bereich ein Sumpfgebiet blieb, das zum Tiber Creek und dem Washington City Canal, der heutigen Constitution Avenue, hin abfiel. Ab dem Jahr 1851 verlieh Andrew Jackson Downing dem Park seine heutige Gestalt. Diese Arbeiten wurden im Jahr 1884 abgeschlossen.
Im Jahr 1880 wurde an das südliche Ende des President’s Park South in die Ecke Constitution Avenue und 15th Street NW sowie Constitution Avenue und 17th Street NW jeweils ein Torhaus verlegt, so dass sie die Sichtachse Weißes Haus–Washington Monument flankieren. Ursprünglich standen die von Charles Bulfinch entworfenen Torhäuser von 1828 bis 1874 in der westlichen Außenanlage des Kapitols. Sie sind seit dem 30. November 1973 als Baudenkmäler eigenständiger Bedeutung im National Register of Historic Places eingetragen.
Im Jahr 1903 wurde am nordöstlichen Ende des Parks ein Monument für General William T. Sherman errichtet. Das General William Tecumseh Sherman Monument besteht aus einem Granitpodest, auf dem eine 4,20 hohe bronzene Reiterstatue steht. In das Podest, das selbst auf einem breiten Fundament steht, sind 8 Basreliefs eingearbeitet sowie einige Inschriften. Im Osten und Westen steht jeweils eine bronzene Skulpturengruppe, die Frieden und Krieg symbolisieren. An den vier Ecken des Monuments sind lebensgroße Statuen, die Artillerie, Infanterie, Kavallerie und Militäringenieur darstellen. Der ausführende Bildhauer, der dänischstämmige Amerikaner Carl Rohl-Smith, starb im Jahr 1900. Unter Aufsicht seiner Witwe Sara Rohl-Smith wurden die Arbeiten am Monument unter anderem von Stephan Sinding fortgeführt.
Im Jahr 1913 entstand der Butt-Millet-Gedenkbrunnen im nordwestlichen Teil von Ellipse, unmittelbar südlich der E Street NW. Er erinnert an den Maler und Autoren Francis Davis Millet sowie den Militärberater von William Howard Taft und Theodore Roosevelt, Archibald Butt. Butt und Millet waren beim Untergang der Titanic gestorben. Der von Daniel Chester French und Thomas S. Hastings gestaltete Brunnen besteht aus einem oktogonalem Bassin, in dessen Mitte sich aus einem kreisrunden Springbrunnen heraus eine 2,4 m hohe Marmorstele erhebt. Diese trägt auf beiden Seiten jeweils ein Flachrelief, von denen das eine symbolisch die Kunst darstellt und das andere soldatischen Heldenmut, in Erinnerung an Butts Dienst während des Spanisch-Amerikanischen Kriegs. Das oktogonale Fundament von Springbrunnen und Stele hat 16 gemeißelte Wandfelder, die jeweils mit einer Rosette gefüllt sind. An der Kante des Springbrunnens ist eine Inschrift zum Gedenken an Butt und Millet angebracht.

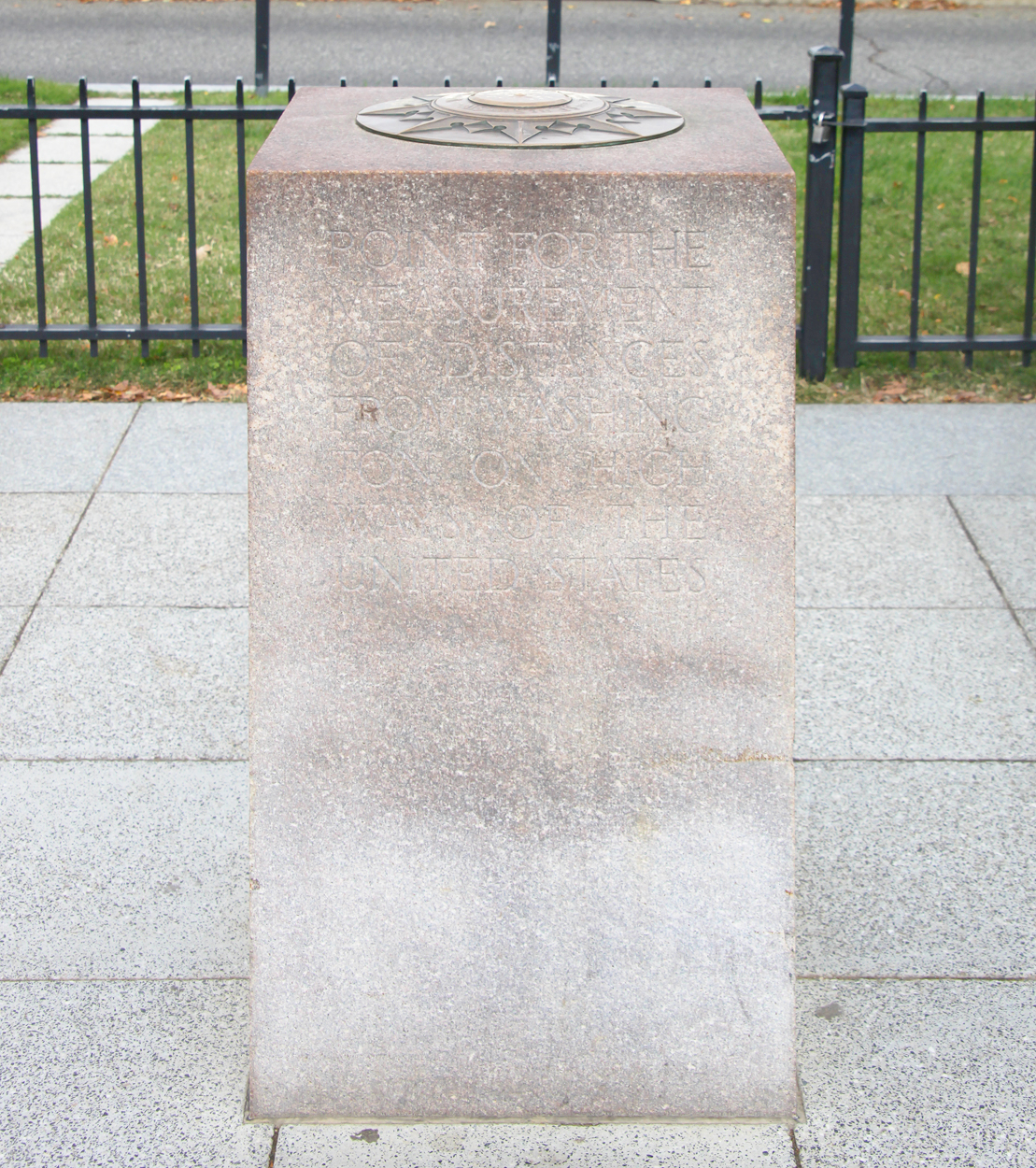
Zero Milestone (2012)

Der Zero Milestone wurde im Jahr 1923 am Rundweg am Nordende der Ellipse aufgestellt. Der von Horace W.Peaslee gestaltete Obelisk besteht aus rosafarbenem North-Carolina-Granit und ist 1,20 m hoch. Der Zero Milestone war als Nullpunkt der Vermessung der Entfernung von Highways zu Washington, D.C. gedacht. Auf dem Obelisken angebrachte Inschriften thematisieren diesen Zweck und erinnern an zwei transkontinentale Autokorsos, die hier 1919–20 starteten. Auf Spitze des Obelisken ist ein bronzener Kompass eingearbeitet.
Im Jahr 1923 begann die Tradition des National Christmas Tree als im nördlichen Teil der Ellipse erstmals ein Weihnachtsbaum aufgestellt wurde. Bis 1973 wurde zu diesem Anlass jedes Jahr eine frisch gefällte oder zeitweise umgesetzte Tanne benutzt, danach wurde versucht, hier einen Baum zeitüberdauernd einzupflanzen. Bis 1978 scheiterte dieses Vorhaben zweimal, da die Bäume eingingen. Im Jahr 1978 wurde eine 9 m hohe Stech-Fichte als National Christmas Tree eingepflanzt.

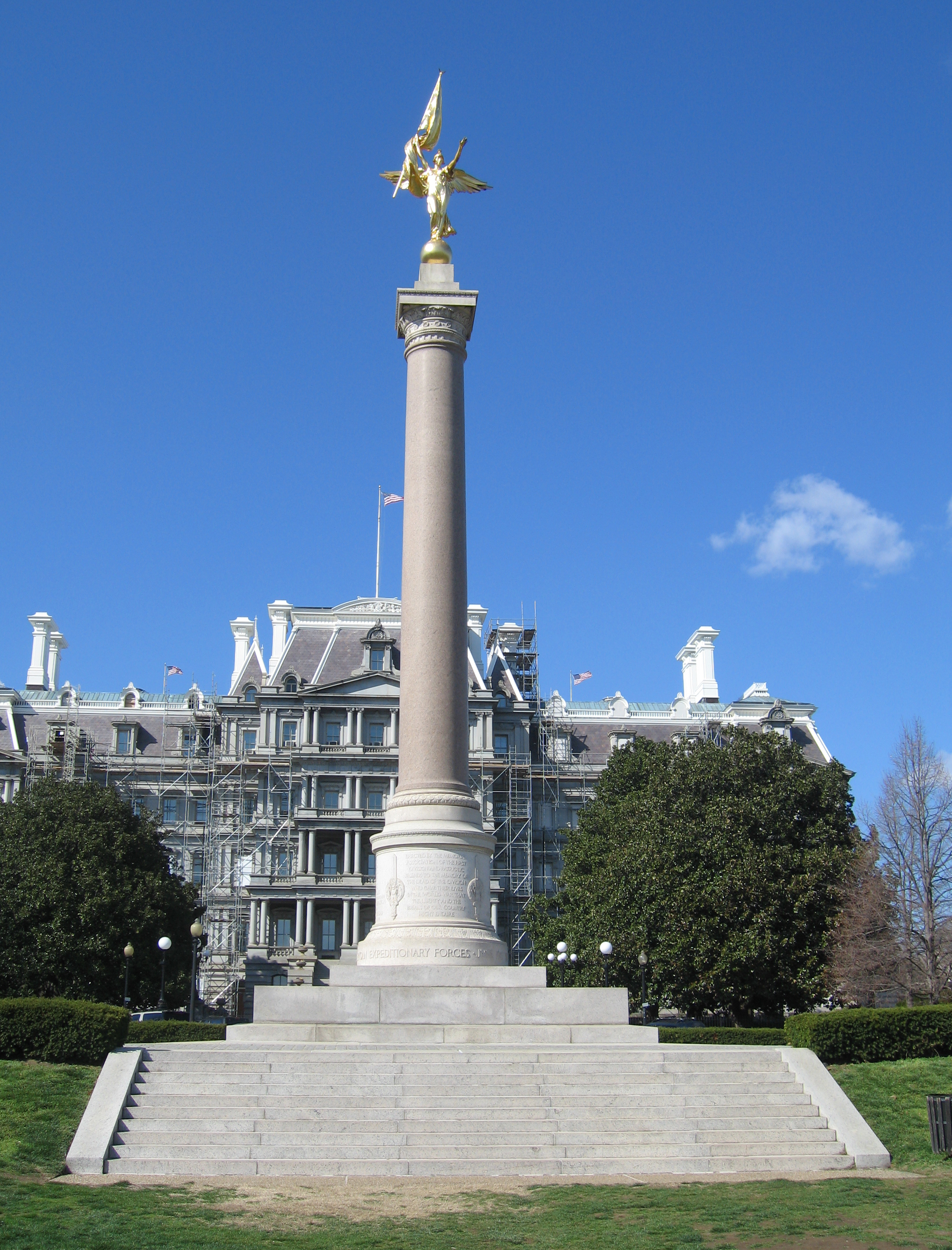
First Division Monument mit Eisenhower Executive Office Building im Hintergrund

Im Jahr 1924 errichtete der Architekt Cass Gilbert am nordwestlichen Ende der Ellipse das First Division Monument, auch um eine Balance zum General William Tecumseh Sherman Monument am nordöstlichen Parkende zu schaffen. Das Denkmal besteht aus einer knapp 20 m hohen Säule, die aus rosafarbenem Milford-Granit gebildet wird. Auf der Säule steht eine 4,50 m hohe Victoria, die eine Flagge trägt. Auf Bronzeplatten am Fuß der Säule sind alle 5.599 Gefallenen der 1st Infantry Division aus dem Ersten Weltkrieg eingraviert. Am 4. Oktober 1924 hielt Präsident Calvin Coolidge die Einweihungsrede für das Monument vor 6.000 Veteranen und General John J. Pershing. In den Jahren 1957 beziehungsweise 1977 erfolgte der Anbau von Bronzetafeln als Exedras anlässlich der Gefallenen des Zweiten Weltkriegs und des Vietnamkriegs.
Im Jahr 1936 entstand das Second Division Memorial. Es liegt an der Constitution Avenue zwischen der 16th und 17th Street NW. Das Memorial besteht aus einem Portal mit zwei Seitenflügeln, auf denen die Schlachten eingraviert sind, an denen die 2nd Infantry Division während des Ersten Weltkriegs teilgenommen hat. Vor dem geöffneten Portal steht eine knapp 5,50 m hohe vergoldete Bronzeplastik in Form einer Hand, die ein flammendes Schwert trägt. Auf dem Schwertgriff ist das Abzeichen der 2nd Infantry Division eingraviert. Der Bildhauer James Earle Fraser und der Architekt John Russell Pope entwarfen das Memorial. Im Jahr 1962 wurden zum Gedenken der Gefallenen der Division im Zweiten Weltkrieg und im Koreakrieg die Seitenflügel jeweils mit einer niedrigeren Mauer fortgeführt, die einen Flaggenmast trägt.
Ebenfalls im Jahr 1936 wurde am Rand des Bürgersteigs der 15th Street NW durch die National Society Daughters of the American Colonists ein Denkmal für die ersten Siedler im District of Columbia errichtet, dessen offizielle Bezeichnung Original Patentees of the District of Columbia Memorial lautet. Auf einem knapp 0,80 m hohen Sockel mit 0,3 m² Grundfläche aus Indiana-Granit sind die Namen von europäischen 18 Siedlern eingraviert, die sich vor 1700 in dieser Region niederließen. Auf diesem Fundament steht ein knapp 1,4 m hohe Stele mit 0,19 m² Grundfläche. Ihre Seiten haben aus Reliefs gearbeitete Wandbilder, die eine Tabakpflanze, einen Maiskolben, einen Truthahn sowie einen Fisch zeigen und die Lebensgrundlage der Siedler symbolisieren.
Im Jahr 1964 entstand etwas westlich des Denkmals für die ersten Siedler das Boy Scout Memorial, das vom Bildhauer Donald De Lue und dem Architekten William Henry Deacy entworfen wurde. Auf einem 1,80 m hohen, sechseckigen Granit-Podest steht eine 2,10 m lange Bronzefigur, die einen jungen Pfadfinder darstellt. Er schreitet zwischen zwei größeren, im Stile der Klassik gekleideten Figuren, die Männlichkeit und Weiblichkeit symbolisieren. Vor dem Podest erstreckt sich ein 12 m langes, tief liegendes Becken ovaler Form, das von einer Gedenkinschrift und 12 Holzbänken umgeben wird.
Links und rechts des kurzen Teilstücks der 16th Street NW nördlich der Constitution Avenue stehen seit 1968 die Haupt Fontänen. Sie wurden von Enid A. Haupt gestiftet und vom Architekten Nathaniel Owings, dem Gründer von Skidmore, Owings and Merrill, entworfen. Die Springbrunnen bestehen aus einer 0,30 m dicken, 55 t schweren Granitplatte mit quadratischer Grundfläche und 5,50 m Seitenlänge. In die Platten ist jeweils eine große Schüsseln eingearbeitet, aus der die Fontänen strömen. Die Haupt Fontänen sind kein Denkmal im eigentlichen Sinne, sondern dienen der Verschönerung des President’s Park South und akzentuieren dessen südlichen Eingang.
Am 6. Mai 1980 wurde The Ellipse als Stätte in das National Register of Historic Places eingetragen.